# Doug Shierson Racing
Doug Shierson Racing foi uma equipe de automobilismo dos Estados Unidos que disputou a CART entre 1982 e 1990, mudando o nome para UNO-Granatelli Racing em 1991. Notabilizou-se por ter o patrocínio da Domino's Pizza durante sua passagem pela categoria.

## História da equipe

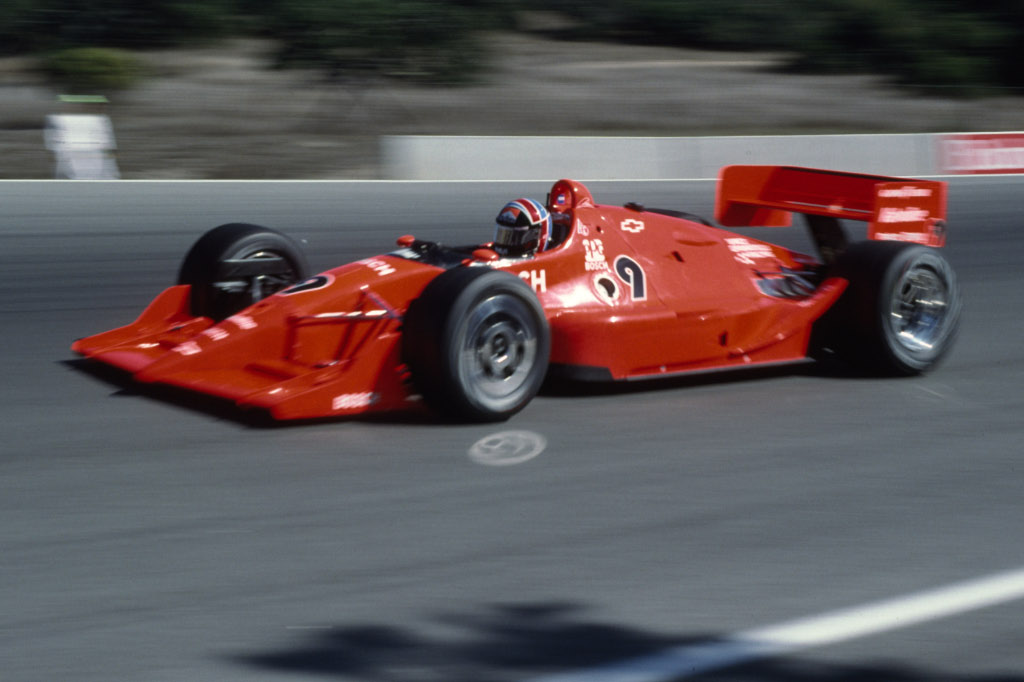
Arie Luyendyk pilotando o carro da UNO/Granatelli no GP de Laguna Seca em 1991.

Antes da CART, a Doug Shierson Racing competiu nas Fórmulas Atlantic (vencida por Howdy Holmes em 1978 e Jacques-Joseph Villeneuve em 1980 e 1981) e 5000. Durante sua passagem pela equipe, Bobby Rahal pensou em encerrar sua carreira em 1976 devido a vários problemas durante o campeonato, mas permaneceria por mais um ano, construindo uma carreira que atingiu o auge com o tricampeonato da CART
Em 10 temporadas, foram 9 vitórias (3 com Danny Sullivan, 3 com Al Unser, Jr. e outras 3 com Arie Luyendyk), com destaque para as 500 Milhas de Indianápolis de 1990. Obteve ainda 28 pódios e uma pole-position.
Durante a temporada de 1990, Doug Shierson vendeu 50% da participação da equipe a Bob Tezak, proprietário da International Games (criadora do jogo de cartas Uno). A Domino's Pizza, que patrocinava o time desde 1982, enfrentava problemas legais devido à garantia de entrega, intitulada "30 Minutos ou Mais"; alguns entregadores estavam infringindo as leis de trânsito para tentar cumprir o objetivo, causando até mesmo um acidente fatal e fazendo com que os funcionários da empresa deixassem de apoiar a equipe.
Com a indecisão sobre o patrocínio, Doug Shierson vendeu o restante das ações para Tezak em 1991, renomeando o time para UNO-Granatelli Racing, em conjunto com a Vince Granatelli Racing, e mudando a pintura para de vermelho e azul para laranja. Vince Granatelli seria o chefe da equipe, deixando a questão do patrocínio e do financiamento nas mãos de Tezak.
A falta de dinheiro atrapalhou as pretensões do time, que embora chegasse a ser patrocinada pela RCA durante algumas etapas, o carro vinha sem nenhum patrocínio na maior parte do campeonato, mas Luyendyk ainda conseguiu 2 vitórias (as últimas do time), um terceiro lugar nas 500 Milhas de Indianápolis e um segundo na etapa de Michigan, encerrando a temporada em sexto lugar. No final de 1991, a equipe fechou suas portas.

## Pilotos
- Howdy Holmes (1982–1983)
- Danny Sullivan (1984)
- Al Unser, Jr. (1985–1987)
- Raul Boesel (1988–1989)
- Arie Luyendyk (1990–1991)
- Scott Goodyear (1990)